# Campeonato Paraguayo de Fútbol 1931
El Campeonato Paraguayo de Fútbol de 1931 fue la vigésima cuarta edición del principal torneo de fútbol de Paraguay.
El campeón del torneo fue el Club Olimpia quienes obtuvieron su octavo campeonato en la primera categoría.

## Desarrollo
|  | Campeón. |

| Equipo                       |
| ---------------------------- |
| Club Olimpia                 |
| Club Libertad                |
| Club Cerro Porteño           |
| Club Sol de América          |
| Club Guaraní                 |
| Atlántida Sport Club         |
| Club Nacional                |
| Club River Plate             |
| Sportivo Luqueño             |
| Club Presidente Hayes        |
| General Caballero Sport Club |
| Atlético Corrales            |
| Presidente Alvear            |
| Universo                     |

| Bandera de Paraguay  |
| Campeón Club Olimpia |
| Octavo título        |